# Tabuse, Yamaguchi
Tabuse (田布施町 Tabuse-chō) là thị trấn thuộc huyện Kumage, tỉnh Yamaguchi, Nhật Bản. Tính đến ngày 1 tháng 10 năm 2020, dân số ước tính thị trấn là 14.483 người và mật độ dân số là 290 người/km2. Tổng diện tích thị trấn là 50,42 km2.

## Địa lý

### Đô thị lân cận
- Yamaguchi
  - Hikari
  - Iwakuni
  - Yanai
  - Hirao